# Neogonodactylus
Neogonodactylus is een geslacht van kreeftachtigen uit de klasse van de Malacostraca (hogere kreeftachtigen).

## Soorten
- Neogonodactylus albicinctus (Manning & Reaka, 1979)
- Neogonodactylus austrinus (Manning, 1969)
- Neogonodactylus bahiahondensis (Schmitt, 1940)
- Neogonodactylus bredini (Manning, 1969)
- Neogonodactylus campi Manning, 1997
- Neogonodactylus caribbaeus (Schotte & Manning, 1993)
- Neogonodactylus costaricensis (Manning & Reaka, 1979)
- Neogonodactylus curacaoensis (Schmitt, 1924)
- Neogonodactylus festae (Nobili, 1901)
- Neogonodactylus lacunatus (Manning, 1966)
- Neogonodactylus lalibertadensis (Schmitt, 1940)
- Neogonodactylus lightbourni (Manning & Hart, 1981)
- Neogonodactylus minutus (Manning, 1969)
- Neogonodactylus moraisi (Fausto-Filho & Lemos de Castro, 1973)
- Neogonodactylus oerstedii (Hansen, 1895)
- Neogonodactylus petilus (Manning, 1970)
- Neogonodactylus pumilus (Manning, 1970)
- Neogonodactylus spinulosus (Schmitt, 1924)
- Neogonodactylus stanschi (Schmitt, 1940)
- Neogonodactylus torus (Manning, 1969)
- Neogonodactylus wennerae Manning & Heard, 1997
- Neogonodactylus zacae (Manning, 1972)